# Шекер (река)
Шеке́р (кабард.-черк. Шэчэр) — река в республике Кабардино-Балкария. Протекает по территории Лескенского района. Входит в бассейн реки Лескен.
Образуется от слияния рек — Нижний Шекер и Верхний Шекер.

## Данные водного реестра
По данным государственного водного реестра России относится к Западно-Каспийскому бассейновому округу, водохозяйственный участок реки — Терек от впадения реки Урух до впадения реки Малка, речной подбассейн реки — Подбассейн отсутствует. Речной бассейн реки — Реки бассейна Каспийского моря междуречья Терека и Волги.
По данным геоинформационной системы водохозяйственного районирования территории РФ, подготовленной Федеральным агентством водных ресурсов:
- Код водного объекта в государственном водном реестре — 07020000412108200004003
- Код по гидрологической изученности (ГИ) — 108200400
- Код бассейна — 07.02.00.004
- Номер тома по ГИ — 08
- Выпуск по ГИ — 2